# 云开红豆
云开红豆（学名：Ormosia merrilliana）为豆科红豆属下的一个种。

## 扩展阅读
- 維基物種上的相關：云开红豆